# Poopó
Poopó è un comune (municipio in spagnolo) della Bolivia nella provincia di Poopó (dipartimento di Oruro) con 6.104 abitanti (dato 2010).

## Cantoni
Il comune è suddiviso in 3 cantoni.
- Coripata
- Poopó
- Venta y Media